# Kaylyn Brown
Pour les articles homonymes, voir Brown.
Kaylyn Brown (née le 31 décembre 2004 à Charlotte) est une athlète américaine, spécialiste du 400 mètres.
Elle a remporté une médaille d'argent aux Jeux olympiques d'été de 2024 dans le relais mixte 4 x 400 mètres avec Vernon Norwood, Shamier Little et Bryce Deadmon.

## Palmarès
| Date | Compétition     | Lieu  | Résultat | Épreuve         | Temps                    |
| ---- | --------------- | ----- | -------- | --------------- | ------------------------ |
| 2024 | Jeux olympiques | Paris | 2e       | 4 × 400 m mixte | 3 min 7 s 74             |
| 2024 | Jeux olympiques | Paris | 1re      | 4 × 400 m       | Participation aux séries |

## Records
| Épreuve | Temps   | Lieu   | Date        |
| ------- | ------- | ------ | ----------- |
| 400 m   | 49 s 13 | Eugene | 8 juin 2024 |